# Audi 80 B3
L'Audi 80 B3 (sigla di progetto Typ 89, poi mutata in Typ 8A a partire dal 1990) è la terza generazione dell'Audi 80, una vettura di fascia medio-alta prodotta dal 1986 al 1991 dalla casa automobilistica tedesca Audi.

## Profilo e storia

### Genesi e debutto
Il progetto Typ 89 fu avviato nel 1979, l'anno della seconda crisi petrolifera che diede nuovamente un freno ai consumi di carburante e gettò in crisi svariate aziende, anche nel settore automobilistico. Per questo, una delle specifiche imposte in fase di avvio del progetto fu la riduzione dei consumi di almeno il 30% rispetto al modello precedente. Uno dei modelli in fase di sviluppo in quel periodo fu la terza generazione dell'Audi 100, che verrà lanciata tre anni dopo e diverrà famosa per le sue soluzioni nel campo dell'aerodinamica. Si decise quindi di applicare le medesime soluzioni anche nella futura generazione dell'Audi 80, dal momento che esse avrebbero contribuito sensibilmente alla riduzione dei consumi. I primi modelli in scala 1:4 vennero approntati già entro la fine di quello stesso 1979, così come i primi modelli in scala 1:1, sebbene le linee fossero ancora da rivedere in più punti. Tale lavoro sarebbe stato svolto dai designer Audi nel corso dei quattro anni successivi. Nel 1983 vennero approntati i primi prototipi marcianti per i test di affidabilità della meccanica. Tali test vennero condotti in condizioni estreme: i deserti del Sahara e del Kalahari, la Death Valley, la Cina e la Lapponia fecero da cornice alle prove di affidabilità a cui questi prototipi vennero sottoposti.
L'industrializzazione del progetto 89 comportò massicci investimenti allo scopo di modernizzare le linee di produzione di Ingolstadt. Per questo vennero installati 450 robot in maniera tale da velocizzare l'assemblaggio in grande massa. La finitura finale fu comunque affidata a piccole squadre di addetti che eseguirono tali lavori a mano. Vi fu quindi anche una riorganizzazione della metodologia produttiva anche a livello di distribuzione dei compiti presso gli addetti.
La nuova Audi 80 venne introdotta nel mercato a partire dal mese di settembre del 1986.

### Design esterno ed interno
Per quanto riguarda il design, gli uomini dell'equipe diretta da J Mays e Hartmut Warkuss riuscirono a svolgere un lavoro eccezionale, dando vita ad una delle berline più apprezzate degli anni '80. Come nella  "sorella maggiore", l'Audi 100, grande priorità fu data all'aerodinamica della vettura, a tal punto che il risultato apparve addirittura più efficiente della vettura lanciata quattro anni prima, come peraltro dimostravano anche i dati relativi al Cx, che nella contemporanea Audi 100 oscillava fra i pur notevoli 0,30 e 0,32, mentre nell'Audi 80 B3 si scese addirittura a 0,29. Un lavoro reso ancor più notevole dalle difficoltà che i progettisti incontrarono in fase di sviluppo, data la necessità di implementare un corpo vettura molto aerodinamico ma nello stesso tempo di dimensioni più ridotte rispetto alla 100. Più un corpo vettura è compatto, maggiori sono infatti le difficoltà nel renderlo più efficiente dal punto di vista aerodinamico. Inoltre, trattandosi di una vettura da famiglia e da grandi viaggi, un'altra difficoltà fu quella di sposare le esigenze aerodinamiche con l'abitabilità a bordo. L'ottimo lavoro svolto dai designer della Casa di Ingolstadt fece sì che la vettura definitiva si presentasse comunque come una berlina a tre volumi e a sole quattro porte (non fu mai più prevista una versione a due porte, né in questa generazione, né nella successiva) dalle forme morbide ma eleganti. Gli ingombri esterni non si discostarono di molto da quelli della berlina uscente, ma l'impatto stilistico risultò del tutto rivoluzionato: gli spigoli qui divennero pressoché assenti. Il frontale era caratterizzato da fari avvolgenti, cofano motore spiovente e raccordato con i fari, paraurti anch'essi più avvolgenti e parabrezza avvolgente e più inclinato. Erano inoltre assenti i gocciolatoi, mentre i vetri erano a filo con la carrozzeria, quelli laterali addirittura dall'andamento leggermente arcuato. La vista laterale permetteva inoltre di osservare altre soluzioni come le maniglie porta incassate e l'inclinazione del montante posteriore, e di conseguenza anche del lunotto, anch'esso perfettamente a filo. Tondeggiante anche la coda con i suoi gruppi ottici grandi, avvolgenti e posti volutamente più in alto per ridurre il più possibile i rischi di danneggiamento in caso di tamponamenti a basse velocità.

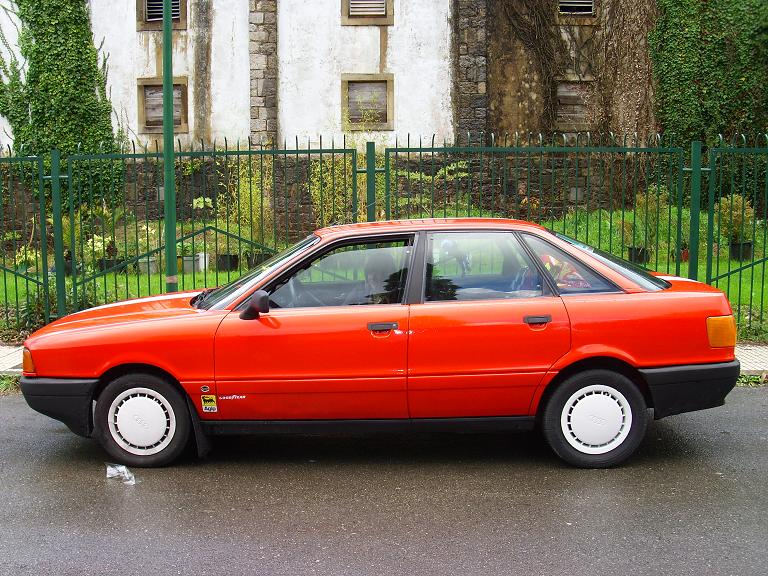
Vista laterale di un'Audi 80 B3

L'abitacolo risultava spazioso, anche se la sua progettazione costrinse i designer a rivedere alcuni aspetti proprio in funzione di alcune soluzioni esterne. Per esempio, il lunotto inclinato costrinse a spostare in avanti di alcuni centimetri il divano posteriore per consentire più spazio possibile per le teste degli occupanti. Ma giocoforza fu a quel punto necessario spostare in avanti anche i sedili anteriori per consentire agli stessi occupanti posteriori di avere più spazio per le gambe. L'operazione relativa allo spostamento in avanti dei sedili anteriori fu possibile perché essendo il parabrezza anch'esso assai inclinato, divenne possibile spostare in avanti anche il gruppo cruscotto-plancia. Ma a parte questi discorsi relativi alla progettazione degli interni, la vettura riuscì comunque a garantire un'adeguata abitabilità almeno per quattro persone, anche se venne omologata per cinque. Il posto guida, la strumentazione e gli stessi sedili vennero a loro volta completamente ridisegnati e resi più moderni, stilisticamente più vicini a quelli dell'Audi 100 in listino in quegli anni. Forme più morbide ma nello stesso tempo lineari secondo lo stile essenziale dei designer tedeschi erano il tema predominate anche nel disegno degli interni. Delle Audi 80 di terza generazione vennero apprezzate la qualità costruttiva e il livello di finitura, mentre meno apprezzate furono la dotazione non molto ricca, specie nelle versioni di base, e il bagagliaio piccolo e poco pratico. La dotazione di serie comune a tutte le versioni comprendeva comunque i poggiatesta anteriori, le cinture di sicurezza sia anteriori che posteriori, la chiusura centralizzata, i fari allo iodio e i retronebbia. Una delle maggiori innovazioni sul piano della dotazione di sicurezza fu il dispositivo Procon-Ten, che in caso di urto frontale faceva tendere automaticamente le cinture di sicurezza e collassare il piantone dello sterzo in modo che non andasse a colpire il torace del conducente.

### Struttura, meccanica e motori

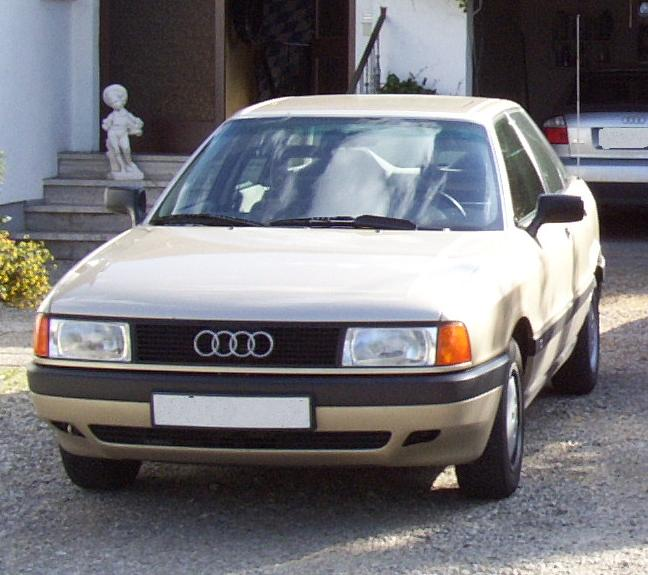
Vista frontale di un'Audi 80 B3

Se sul piano del design la terza generazione dell'Audi 80 risultò assai innovativa, ciò non si poté dire invece sul piano tecnico. L'architettura meccanica della vettura rispecchiò infatti quanto già visto nella seconda generazione, con motore anteriore longitudinale, trazione anteriore, impianto frenante misto. Inoltre vennero mantenute le classiche sospensioni anteriori a ruote indipendenti di tipo MacPherson e posteriori ad assale rigido con ponte torcente e barra Panhard. Anche lo sterzo, del tipo a cremagliera, prevedeva il servocomando solo a richiesta, anche nelle versioni di punta della gamma d'esordio. Fecero eccezione le tre versioni a trazione integrale previste fin dal debutto. Esse erano previste, oltre che con le quattro ruote motrici, anche con freni a disco su entrambi gli assi e con un retrotreno a ruote indipendenti e con schema a bracci trasversali. Ma anche per queste versioni di punta il servosterzo continuò a rimanere optional.
La struttura a scocca portante della B3 venne realizzata in acciaio zincato, in maniera tale da evitare la formazione di ruggine, fenomeno ancora molto diffuso su molte auto prodotte in quel decennio. Fu questa una delle maggiori novità sul piano tecnico. Per contenere i consumi si cercò anche di contenere la massa complessiva del corpo vettura, anche se alla fine la nuova Audi 80 finì per pesare almeno 110 kg in più rispetto al modello precedente.
Al suo debutto l'Audi 80 fu proposta in una gamma già piuttosto completa, la cui spina dorsale era costituita da cinque motorizzazioni, di cui tre a benzina e due a gasolio:
- 1.6: motore di base da 1595 cm³ alimentato a carburatore e con potenza massima di 75 CV;
- 1.8 S: motore da 1781 cm³ alimentato a carburatore e con potenza massima di 90 CV;
- 1.8 E: motore da 1781 cm³ alimentato ad iniezione meccanica k-Jetronic con potenza massima di 112 CV;
- 1.9 E Kat: motore catalizzato da 1847 cm³ alimentato ad iniezione meccanica a gestione elettronica e con potenza massima di 113 CV;
- 1.6 D: motore diesel aspirato da 1588 cm³ con alimentazione ad iniezione indiretta e potenza massima di 54 CV;
- 1.6 TD: motore turbodiesel da 1588 cm³ alimentato ad iniezione indiretta e con potenza massima di 80 CV.

A seconda dei mercati di destinazione, questa gamma poteva differire per una o più motorizzazioni. Per esempio, nella sola Austria il diesel aspirato fu a sua volta depotenziato a 50 CV appena. Inoltre, il 1.8 a carburatore da 90 CV poteva essere ordinato anche con catalizzatore ed in quel caso la potenza scendeva leggermente, fino a 88 CV. In alcuni mercati europei, tra cui quello italiano, inoltre era previsto un 1.8 depotenziato a 75 CV anziché o insieme al 1.6 di pari potenza.
Tutte le motorizzazioni a benzina tranne il 1.6 e il 1.8 da 75 CV erano ottenibili anche con trazione integrale quattro. Due le varianti di trasmissione disponibili: le versioni a trazione anteriore era dotate di un cambio manuale a 4 marce mentre quelle a trazione integrale erano invece previste di serie con un cambio manuale a 5 marce. Quest'ultimo cambio era comunque disponibile a richiesta anche per le versioni a trazione anteriore. Infine, le motorizzazioni 1.8 e 1.9 a trazione anteriore erano anche ottenibili con un cambio automatico a 3 rapporti.

## Evoluzione

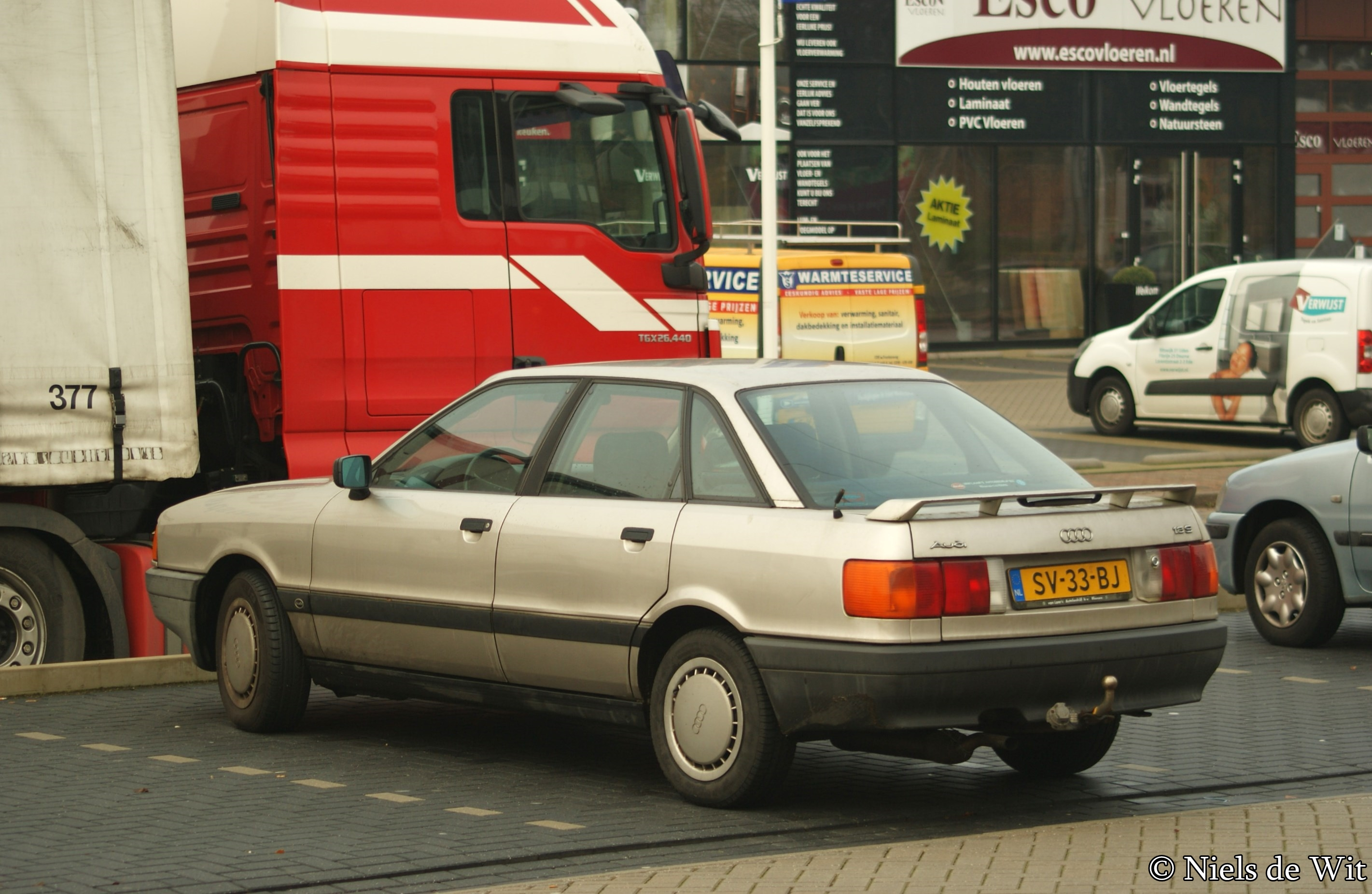
Audi 80 1.8S

La pur brillante carriera commerciale dell'Audi 80 B3 non fu però particolarmente movimentata: nonostante ciò non furono pochi gli aggiornamenti degni di interesse. Nel maggio 1987, dalla scocca della nuova berlina media di casa Audi nacque la seconda generazione dell'Audi 90, con motorizzazioni benzina a 5 cilindri più il 1.8 iniezione da 110 CV, il 2.0 iniezione da 113 CV ed il 1.6 turbodiesel da 80.
A metà del 1987 fu anche aggiornata la disposizione della ruota di scorta, che da orizzontale passò a verticale sul lato sinistro, in modo da guadagnare un po' di spazio in altezza per i bagagli, che continuavano comunque ad avere a disposizione un volume molto scarso rispetto alla concorrenza. Nello stesso anno, all'inizio per i soli mercati dell'Austria e della Svizzera, venne proposto un 1.6 a benzina catalizzato, la cui potenza scendeva da 75 a 70 CV. E sempre in quel periodo venne eliminato dal listino il 1.6 da 75 CV negli altri mercati, poiché ritenuto troppo fiacco.
Nel frattempo, il grande successo ottenuto dall'Audi 80 B3 costrinse i vertici Audi a trasferire la produzione della contemporanea Audi 100 nello stabilimento di Neckarsulm, lasciando l'intero impianto di Ingolstadt alla produzione della sola Audi 80. Nel solo 1987, il primo anno di produzione piena, la vettura fu prodotta in 443.000 esemplari. Sempre nel 1987, l'Audi 80 B3 cominciò ad essere esportata anche negli USA, dove venne proposta in un'unica motorizzazione, consistente in un 5 cilindri catalizzato da 2,3 litri con potenza massima di 133 CV. Tale versione venne prevista oltreoceano sia a trazione anteriore che a trazione integrale.
Nel marzo del 1988, anche il 1.8 ad iniezione poté essere ordinato con marmitta catalitica, stavolta senza accusare cali di potenza. Nell'estate dello stesso anno, il 1.9 a benzina ricevette un nuovo albero a gomiti con manovelle più lunghe. Come risultato si ebbe un aumento della cilindrata da 1847 a 1984 cm³. Sempre catalizzata, questa nuova unità motrice vide solo un leggero aumento di prestazioni, passando da 113 a 115 CV. 

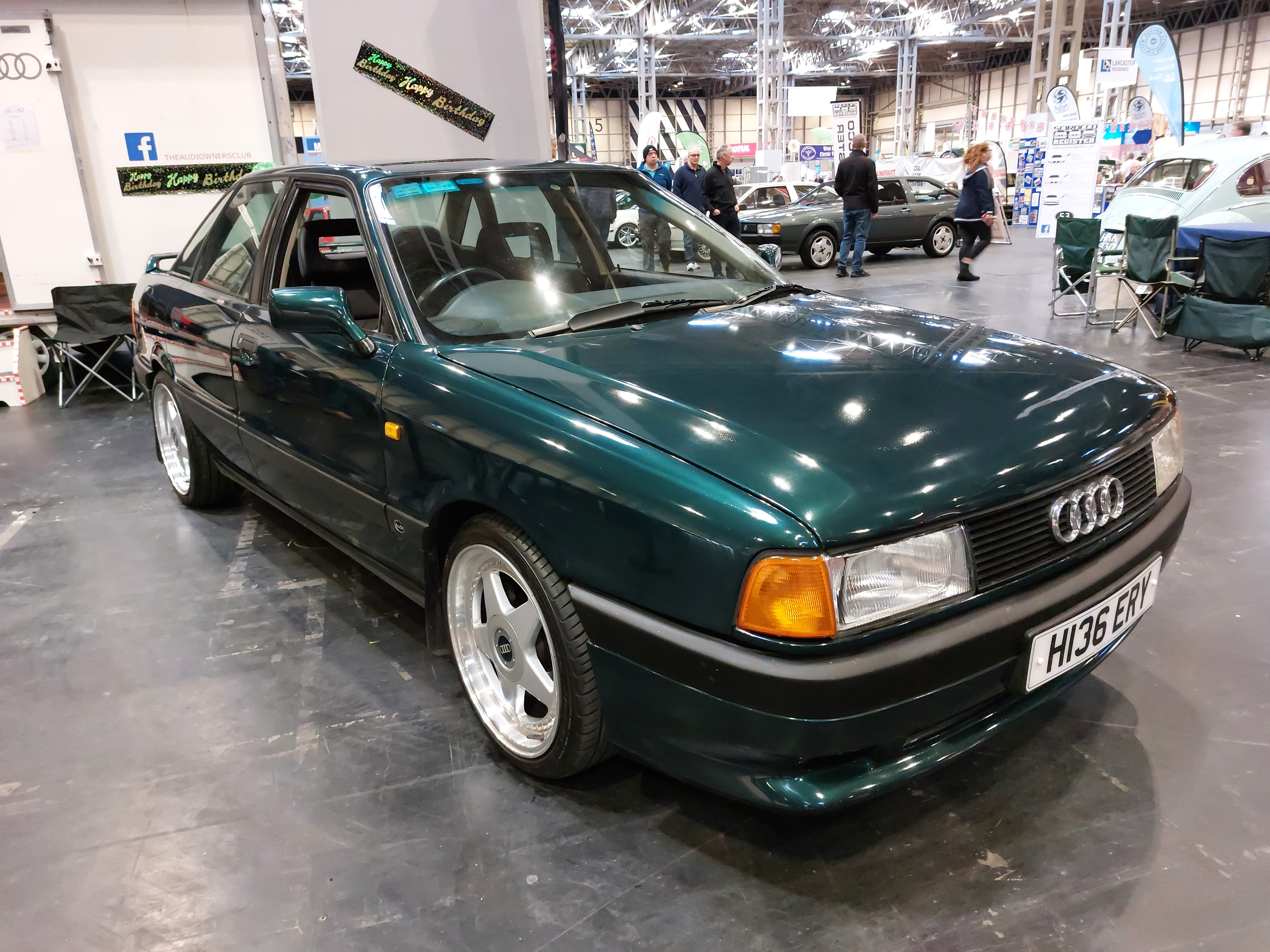
Audi 80 Sport 2.0 16v

Il 1989 vide aggiornamenti importanti ai motori: nel mese di aprile tutta la gamma motori a benzina fu dotata di catalizzatore, mentre in agosto il 1.6 D aspirato da 54 CV venne sostituito dal 1.9 D, sempre aspirato ma con potenza salita a 68 CV. L'unica novità per quanto riguardava i motori a benzina fu il ritorno del motore 1.6, stavolta però nella versione catalizzata da 70 CV, fino a quel momento riservato ad Austria e Svizzera ed esteso da quel momento anche ad altri mercati europei. Non a tutti, però: in altri mercati del Vecchio Continente il 1.6 non venne più previsto: al suo posto venne invece introdotto un 1.8 catalizzato e depotenziato a 75 CV, lo stesso già presente in alcuni mercati già fin dal debutto della generazione B3.
Il 1990 vide invece alcuni aggiornamenti a livello telaistico, in particolare per quanto riguardava la carreggiata posteriore che venne allargata. Nello stesso anno, un programma di riorganizzazione dei codici interni relativi ai modelli commercializzati portò al mutamento della sigla Typ 89 in Typ 8A. Nel mese di maggio del 1990 venne introdotta l'ultima motorizzazione per la terza generazione dell'Audi 80, vale a dire un inedito 2.0 16v in grado di erogare 137 CV di potenza massima. Si trattò di fatto della prima Audi 80 con motore plurivalvole. Ad agosto, solo per i mercati della Grecia e del Portogallo, venne introdotto un 1.6 ad iniezione con potenza massima di 102 CV.
Da quel momento in poi non ebbero più aggiornamenti di sorta: la produzione dell'Audi 80 B3 cessò nel marzo del 1991 e il modello verrà sostituito all'inizio dell'anno seguente dalla quarta generazione. In totale furono 1.297.801 gli esemplari di Audi 80B3 prodotti, ai quali vanno aggiunti anche 15 prototipi con motore 1.4, mai giunti nei listini ufficiali. La B3 fu l'Audi 80 esportata nel maggior numero di esemplari, con 668.764 unità che varcarono i confini tedeschi. Anzi, le esportazioni continuarono ancora per diversi mesi dopo la cessazione della produzione, arrivando a terminare addirittura nel dicembre del 1991.

## Riepilogo caratteristiche
Di seguito vengono riepilogate le caratteristiche relative alle gamma della terza generazione dell'Audi 80: i prezzi riportati sono in marchi tedeschi e si riferiscono al livello di allestimento meno costoso ed al momento del debutto nel mercato tedesco (salvo per quei modelli non previsti che solamente per altri differenti mercati):
| Audi 80 B3 (1986-91) |             |            |                                                                        |                |                |           |                    |                  |                    |              |                     |                    |                    |                    |                        |
| Modello | Motore      | Cilindrata | Alimentazione                                                          | Potenza CV/rpm | Coppia Nm/rpm  | Trazione  | Cambio/ N°rapporti | Freni ant./post. | Massa a vuoto (kg) | Velocità max | Acceler. 0–100 km/h | Consumo (l/100 km) | Anni di produzione | Esemplari prodotti | Prezzo al debutto (DM) |
| Versioni a benzina |             |            |                                                                        |                |                |           |                    |                  |                    |              |                     |                    |                    |                    |                        |
| 1.6 Kat | EA827 (PP)  | 1595       | Carburatore Pierburg                                                   | 70/5200        | 118/2700       | Anteriore | Manuale/ 4 marce   | D/T              | 1.030              | 168          | 14"1                | 7,8                | 08/1989-12/19911   | 125.497            | 27.600                 |
| 1.6 | EA827 (RN)  | 1595       | Carburatore Keihin                                                     | 75/5200        | 125/2700       | Anteriore | Manuale/ 4 marce   | D/T              | 1.020              | 170          | 13"8                | 7,8                | 08/1986-07/1987    | 125.497            | 21.980                 |
| 1.6 E2 | EA827 (ABB) | 1595       | Iniezione indiretta meccanica a gestione elettronica                   | 102/6300       | 135/3500       | Anteriore | Manuale/ 4 marce   | D/T              | 1.020              | 190          | 12"3                | -                  | 08/1990-03/19912   | 125.497            | -                      |
| 1.8 Kat | EA827 (RU)  | 1781       | Carburatore Keihin II                                                  | 75/4500        | 140/2500       | Anteriore | Manuale/ 4 marce   | D/T              | 1.030              | 174          | 13"7                | 7,4                | 10/1986-01/1990    | 833.384            | 22.860                 |
| 1.8 S Kat | EA827 (SF)  | 1781       | Carburatore Keihin I                                                   | 88/5200        | 142/3300       | Anteriore | Manuale/ 4 marce   | D/T              | 1.030              | 179          | 11"8                | -                  | 09/1986-07/1990    | 833.384            | -                      |
| 1.8 S Kat | EA827 (PM)  | 1781       | Carburatore Keihin I                                                   | 90/5500        | 142/3250       | Anteriore | Manuale/ 4 marce   | D/T              | 1.050              | 182          | 12"4                | 7,7                | 09/1989-03/1991    | 833.384            | 27.900                 |
| 1.8 S quattro Kat | EA827 (SF)  | 1781       | Carburatore Keihin I                                                   | 88/5200        | 142/3300       | Integrale | Manuale 5 marce    | D/D              | 1.130              | 182          | 12"3                | 8,8                | 09/1986-07/1990    | 833.384            | 31.020                 |
| 1.8 S quattro Kat | EA827 (PM)  | 1781       | Carburatore Keihin I                                                   | 90/5500        | 142/3250       | Integrale | Manuale 5 marce    | D/D              | 1.130              | 182          | 12"3                | 8,8                | 09/1989-03/1991    | 833.384            | 34.675                 |
| 1.8 S | EA827 (NE)  | 1781       | Carburatore Keihin I                                                   | 90/5200        | 150/3300       | Anteriore | Manuale 4 marce    | D/T              | 1.030              | 182          | 12"2                | 7,3                | 08/1986-08/1989    | 833.384            | 23.205                 |
| 1.8 E | EA827 (DZ)  | 1781       | Iniezione indiretta meccanica a gestione elettronica Bosch KE-Jetronic | 112/5800       | 160/3400       | Anteriore | Manuale 4 marce    | D/T              | 1.050              | 194          | 9"6                 | 7,6                | 09/1986-08/1988    | 833.384            | 25.945                 |
| 1.8 E quattro | EA827 (DZ)  | 1781       | Iniezione indiretta meccanica a gestione elettronica Bosch KE-Jetronic | 112/5800       | 160/3400       | Integrale | Manuale 5 marce    | D/D              | 1.150              | 194          | 9"9                 | 8,4                | 09/1986-08/1988    | 833.384            | 33.025                 |
| 1.9 E | EA827 (SD)  | 1847       | Iniezione indiretta meccanica a gestione elettronica Bosch KE-Jetronic | 113/5600       | 160/3400       | Anteriore | Manuale 4 marce    | D/T              | 1.050              | 195          | 9"6                 | 7,5                | 09/1986-08/1988    | 47.610             | 27.970                 |
| 1.9 E quattro | EA827 (SD)  | 1847       | Iniezione indiretta meccanica a gestione elettronica Bosch KE-Jetronic | 113/5600       | 160/3400       | Integrale | Manuale 5 marce    | D/D              | 1.150              | 195          | 9"9                 | 8,3                | 09/1986-08/1988    | 47.610             | 35.050                 |
| 2.0 E Kat | EA827 (AAD) | 1984       | Iniezione indiretta meccanica a gestione elettronica Bosch KE-Jetronic | 115/5400       | 168/3700       | Anteriore | Manuale 4 marce    | D/T              | 1.080              | 196          | 10"9                | 7,5                | 08/1988-03/1991    | 126.439            | 31.030                 |
| 2.0 E quattro Kat | EA827 (AAD) | 1984       | Iniezione indiretta meccanica a gestione elettronica Bosch KE-Jetronic | 115/5400       | 168/3700       | Integrale | Manuale 5 marce    | D/D              | 1.240              | 198          | 11"3                | 8,3                | 08/1988-03/1991    | 126.439            | 37.105                 |
| 2.0 E 16v Kat | EA827 (6A)  | 1984       | Iniezione indiretta meccanica a gestione elettronica Bosch KE-Jetronic | 137/5800       | 181/4500       | Anteriore | Manuale 4 marce    | D/T              | 1.170              | 208          | 9"                  | 8,9                | 05/1990-03/1991    | 8.548              | 36.900                 |
| 2.0 E 16v quattro Kat | EA827 (6A)  | 1984       | Iniezione indiretta meccanica a gestione elettronica Bosch KE-Jetronic | 137/5800       | 181/4500       | Integrale | Manuale 5 marce    | D/D              | 1.270              | 208          | 9"1                 | 9,3                | 05/1990-03/1991    | 8.548              | 43.300                 |
| 2.3 E Kat3 | EA828 (NG)  | 2309       | Iniezione indiretta meccanica a gestione elettronica Bosch KE-Jetronic | 133/5700       | 182/4000       | Anteriore | Manuale 4 marce    | D/T              | 1.190              | 206          | 10"                 | 11,5               | 03/1987-03/19913   | 5.429              | -                      |
| 2.3 E quattro Kat3 | EA828 (NG)  | 2309       | Iniezione indiretta meccanica a gestione elettronica Bosch KE-Jetronic | 133/5700       | 182/4000       | Integrale | Manuale 5 marce    | D/D              | 1.280              | 206          | 10"                 | 12,5               | 03/1987-03/1991    | 5.429              | -                      |
| Versioni a gasolio |             |            |                                                                        |                |                |           |                    |                  |                    |              |                     |                    |                    |                    |                        |
| 1.6 D | EA827 (JK)  | 1588       | Diesel aspirato, iniezione indiretta, pompa di iniezione Bosch         | 50/48004       | 95/ 2700-32004 | Anteriore | Manuale 4 marce    | D/T              | 1.050              | 150          | 22"                 | 5,8                | 09/1986-08/19894   | 23.895             | -                      |
| 1.6 D | EA827 (JK)  | 1588       | Diesel aspirato, iniezione indiretta, pompa di iniezione Bosch         | 54/4800        | 100/2700       | Anteriore | Manuale 4 marce    | D/T              | 1.050              | 153          | 21"                 | 5,8                | 09/1986-08/1989    | 23.895             | 23.405                 |
| 1.6 TD | EA827 (RA)5 | 1588       | Turbodiesel, iniezione indiretta, pompa di iniezione Bosch             | 80/4500        | 1555/2600      | Anteriore | Manuale 4 marce    | D/T              | 1.070              | 174          | 14"                 | 5,8                | 09/1986-03/1991    | 106.937            | 26.115                 |
| 1.9 D | EA827 (RA)  | 1896       | Diesel aspirato, iniezione indiretta, pompa di iniezione Bosch         | 68/4400        | 127/2400       | Anteriore | Manuale 4 marce    | D/T              | 1.050              | 165          | 16"9                | 5,6                | 08/1989-03/1991    | 20.062             | 27.850                 |
| Note: 1Prevista anche tra il marzo 1987 ed il luglio 1989, ma solo per i mercati della Svizzera e dell'Austria 2Solo per Grecia e Portogallo 3Solo per i mercati nordamericani 4Solo per il mercato austriaco 5Motore SB con coppia massima di 152 Nm a partire dal mese di aprile del 1989 |             |            |                                                                        |                |                |           |                    |                  |                    |              |                     |                    |                    |                    |                        |